# Medium frequency
| Radiospectrum   | Radiospectrum   |
| --------------- | --------------- |
|                 | 3 Hz 100.000 km |
| ELF             |                 |
| 30 Hz 10.000 km |                 |
| SLF             |                 |
| 300 Hz 1.000 km |                 |
| ULF             |                 |
| 3 kHz 100 km    |                 |
| VLF             |                 |
| 30 kHz 10 km    |                 |
| LF (LW)         |                 |
| 300 kHz 1 km    |                 |
| MF (MW)         |                 |
| 3 MHz 100 m     |                 |
| HF (SW)         |                 |
| 30 MHz 10 m     |                 |
| VHF             |                 |
| 300 MHz 1 m     |                 |
| UHF             |                 |
| 3 GHz 100 mm    |                 |
| SHF             |                 |
| 30 GHz 10 mm    |                 |
| EHF             |                 |
| 300 GHz 1 mm    |                 |
|                 |                 |

Met medium frequency of MF worden frequenties in het radiospectrum aangeduid tussen 300 en 3000 kHz. De radiogolven hebben een golflengte van 100 tot 1000 meter en worden daarom ook wel hectometergolf genoemd. Een aanzienlijk deel van deze frequenties wordt gebruikt voor radio-omroep in de middengolfband.

## Propagatie
De propagatie van MF-golven is een combinatie van de grondgolf en de ruimtegolf. Overdag worden ruimtewaarts gerichte golven door de D-laag in de ionosfeer geabsorbeerd, waardoor alleen de grondgolf ontvangen wordt. Deze heeft een korter bereik dan op LF-frequenties, meestal enkele honderden kilometers. Dit is genoeg om een aanzienlijk gebied te bestrijken maar te weinig voor uitzendingen van land tot land. De MF-frequenties worden daarom meestal voor nationale en lokale omroepen gebruikt.
's Nachts, vooral in de winter, lost de absorberende D-laag grotendeels op, waarna de ruimtegolf een aanzienlijk deel van de propagatiemogelijkheden overneemt. De MF-frequenties gaan dan wat gedrag betreft lijken op de lagere HF-frequenties, en kunnen duizenden kilometers zonder problemen afleggen. Dit is vooral te merken in de middengolf-afstemband: waar de band overdag meestal tamelijk rustig lijkt, wordt deze als de zon ondergaat al vrij snel overspoeld met zenders van verafgelegen plaatsen en neemt de onderlinge storing tussen zenders dramatisch toe.

## Radio-omroep
De belangrijkste toepassing van het MF-gebied is de radio-omroep in de vorm van de middengolfband (MW). Deze loopt in Europa, Afrika en Azië van 531 tot 1602 kHz en de afstand tussen zenders is 9 kHz. In Amerika worden de zenders 10 kHz van elkaar gescheiden en in Noord-Amerika loopt de band van 540 tot 1700 kHz. De gebruikte modulatie voor geluid is AM. In delen van de wereld waar geen aparte langegolfband bestaat, of waar geen langegolfomroep wordt verzorgd (zoals in Nederland en België), wordt de middengolfband vaak als de AM-band aangeduid.

## Radioamateurs
Een klein frequentiegebied in het MF-bereik is aan radioamateurs toegewezen, namelijk de 160 meter-band die in Nederland loopt van 1810 tot 1880 kHz en in België van 1810 tot 1875 kHz.

## Navigatiebakens
Het frequentiegebied onder de middengolfband (grofweg 285 tot 525 kHz) wordt gebruikt voor radionavigatie, voornamelijk in de vorm van non-directional beacons. Deze bakens zenden aan één stuk door hun identificatie in Morsecode uit en worden gebruikt voor plaatsbepaling, meestal in de luchtvaart. Deze vorm van plaatsbepaling is sterk verouderd met de komst van modernere vormen zoals gps, maar er zijn nog veel bakens actief.
Dit gebied wordt voor een deel ook gebruikt voor maritieme communicatie. In het bijzonder valt in dit gebied de 500kHz-frequentie, die dient als internationale frequentie voor noodoproepen.